# La Cruz (Urugwaj)
La Cruz – miasto w Urugwaju, w departamencie Florida.